# Harald Wandel
Harald Wandel (* 24. Oktober 1951 in Kleinmachnow) ist ein deutscher Liedermacher, Architekt und ehemaliger Schauspieler der DEFA.

## Kindheit und Jugend
1951 wurde Wandel als Sohn eines Finanzwissenschaftlers und einer Sekretärin in Kleinmachnow bei Berlin geboren. Dort verbrachte er seine Schulzeit von 1958 bis 1966. Mit etwa 15 schrieb Wandel seine ersten Kompositionen und Liedtexte; von da an erlernte er autodidaktisch das Gitarrenspiel und sang in Schülerbands. Nach der 8. Klasse musste er von der Schule abgehen, begann eine Maurerlehre und macht er 1968 bis 1971 eine Lehre zum Betonbauer mit Abitur auf der Betriebsberufsschule des VEB Bau- und Montagekombinat Ost in Potsdam. Bis 1975 absolvierte er ein Architekturstudium an der Hochschule für Architektur und Bauwesen Weimar, heute Bauhaus-Universität, das er dort mit Diplom beendete. Noch im selben Jahr zog er nach Neubrandenburg.

## Studium und Schauspiel
Schon in seiner Lehrzeit wirkte Wandel in der Kabarettgruppe seiner Berufsschule in Potsdam mit, von wo aus er 1968 zu DEFA-Probeaufnahmen eingeladen wird und dort eine Hauptrolle bekam. Darauf spielte er in insgesamt 16 Filmen mit (unter anderem bei den Regisseuren Ingrid Reschke, Roland Oehme, Herrmann Zschoche, Manfred Mosblech und Bernhard Stephan), darunter in mehreren Hauptrollen. Sein Wirken begrenzte sich auf kein Genre; in Komödien, Krimis, Kinderfilmen und sogar in einem für die DDR-Zeit untypischem Science Fiction (Eolomea) war er auf den Kinoleinwänden zu sehen. Wegen des Architekturberufes wendete sich Wandel Ende der Siebziger von der Schauspielerei ab.

## Liedermacherei
1982 brach Wandel die Karriere als Architekt und Parteisekretär ab und wurde Hilfskraft im Haus der Kultur und Bildung in Neubrandenburg. Er wirkte in verschiedenen Liedermacherreihen mit, absolvierte eine Ausbildung am Komitee für Unterhaltungskunst und erhielt 1983 einen zweijährigen Fördervertrag. Des Weiteren nahm Wandel an den Chansontagen der DDR 1981, 1983 und 1987 teil. Markantes Merkmal seiner Musik sind sozialkritische und humorvolle Texte. Er arbeitete als Regieassistent am Friedrich-Wolf-Theater (heute Landestheater Neustrelitz), danach bis 1990 als freiberuflicher Liedermacher und Texter.
1989 organisierte Wandel innerhalb kürzester Zeit das Konzert „Tretet aus dem Schatten – Künstler für Fortschritt“, an dem Künstlerformationen aus der gesamten DDR teilnahmen. Es kam in seiner Liedermacherzeit mehrfach zu Bespitzelungen und Überwachung durch das Ministerium für Staatssicherheit, das bei ihm „feindlich negatives Wirken“ zu erkennen meinte und versuchte, seine Auftritte zu verhindern.
Harald Wandel lebt als Liedermacher und Architekt in Neubrandenburg.

## Filmografie
- 1971: Kennen Sie Urban?
- 1972: Der Mann, der nach der Oma kam
- 1972: Schnelle Hirsche
- 1972: Ich wollt, ich wär ein Huhn
- 1972: Eolomea
- 1973: Ferien und das alte Haus
- 1973: Rotfuchs (Fernsehfilm)
- 1973: Die sieben Affären der Doña Juanita (vierteiliger Fernsehfilm)
- 1974: Zum Beispiel Josef
- 1975: Der Staatsanwalt hat das Wort: Erzwungene Liebe (TV-Reihe)
- 1976: Philipp, der Kleine
- 1979: Für Mord kein Beweis